# Chrysler Touring

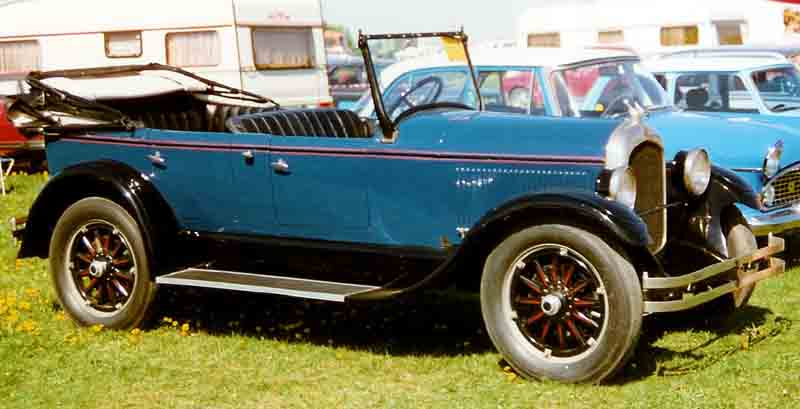
Chrysler 70 Touring de 1924.

La Chrysler Touring était une automobile fabriquée par Chrysler.

## Caractéristiques de la Chrysler Touring (données de 1926)
- Couleur - Noir, bleu
- Nombre de places - Cinq
- Roues - Bois
- Pneus - Ballon de 30" x 5,77"
- Freins de service - Hydraulique, se contractant sur quatre roues
- Freins d'urgence - Se contractant sur la transmission
- Moteur - Six cylindres, vertical, bloc en fonte, 3 x 4-3 / 4 pouces; tête amovible; soupapes latérales; 21,6 CH selon l'évaluation de la N.A.C.C.
- Lubrification - Alimentation forcée
- Vilebrequin - Sept roulements
- Radiateur - Cellulaire
- Refroidissement - Pompe à eau
- Allumage - Batterie de stockage
- Système de démarrage et d'éclairage - Deux unités
- Voltage - Six
- Système de câblage - Unique
- Système essence - Aspiration
- Embrayage - Multiple disque sec
- Transmission - Coulissement sélectif
- Changement de vitesse - 3 avant, 1 arrière
- Entraînement - Biseau en spirale
- Ressorts arrière - Semi-elliptiques
- Essieu arrière - Semi-flottant